# La donna di scorta
(Diego De Silva)
La donna di scorta è il primo romanzo di Diego De Silva. 
Pubblicato nel 1999 per Pequod e poi riedito nel 2001 da Einaudi, il romanzo ha vinto il Premio del Giovedì Marisa Rusconi ed è stato finalista del Premio Montblanc.

## Trama
Livio, un antiquario sposato e Dorina, una giovane single che fa testi a pagamento, si incontrano su un marciapiede in una mattina di pioggia. Ed è amore a prima vista. Cominciano ad incontrarsi nell'appartamento di Dorina. Ma l'atteggiamento di quest'ultima, che nulla chiede a Livio, ma anzi si accontenta di quello che le può offrire, mettono in crisi l'uomo.

## Incipit
È curioso il modo che ha il destino di venire sotto forma di tempo. Anzi lo sarebbe, se non fosse che ce l'ha per vizio. Se uno, al momento del fatto che gli cambia la vita, buttasse l'occhio all'orologio, vedrebbe le lancette che ripartono da uno zero fatto apposta per lui.

## Finale
Il pacchetto si aprì subito. Prese quello che c'era dentro e lasciò tutto sul tavolo. 
Si fermò un momento a guardare.
Poi mise le forbici a posto.
Chissà perché, gli venne da sorridere.
C'era il suo spazzolino, e il dentifricio.

## Ricezione critica
(Giulio Mozzi)

## Edizioni
- Diego De Silva, La donna di scorta, Einaudi tascabili - Scrittori, Einaudi, 2005,  p. 144, ISBN 978-88-06-17396-8.